# Mistrovství světa v ledním hokeji 2003
67. Mistrovství světa v ledním hokeji se konalo v Helsinkách, Turku a Tampere ve dnech od 26. dubna do 11. května 2003. Původně se mělo konat v Česku, ale nakonec došlo k výměně s Finskem a mistrovství se konalo v Česku roku 2004.
Mistrem světa se stal tým Kanady.
Mistrovství se zúčastnilo šestnáct mužstev, rozdělených do čtyř čtyřčlenných skupin, z nichž první tři týmy postoupily do dvou osmifinálových skupin,týmy z prvního až čtvrtého místa postoupily do play off. Mužstva, které skončila v základní skupině na čtvrtém místě, hrála ve skupině o udržení. Japonsko v případě, že skončilo na sestupovém místě hrálo v Asijské kvalifikaci.

## Stadiony
| Helsinky                        | Turku                         | Tampere                            |
| Hartwall Arena Kapacita: 13 349 | Elysée Arena Kapacita: 11 820 | Tampereen jäähalli kapacita: 7 800 |
|                                 |                               |                                    |

## Výsledky a tabulky

### Skupina A
|    |           | SVK  | GER | UKR | JPN  | V | R | P | Skóre | B |
| 1. | Slovensko | ***  | 3:1 | 9:3 | 10:1 | 3 | 0 | 0 | 22:5  | 6 |
| 2. | Německo   | 1:3  | *** | 3:1 | 5:4  | 2 | 0 | 1 | 9:8   | 4 |
| 3. | Ukrajina  | 3:9  | 1:3 | *** | 5:1  | 1 | 0 | 2 | 9:13  | 2 |
| 4. | Japonsko  | 1:10 | 4:5 | 1:5 | ***  | 0 | 0 | 3 | 6:20  | 0 |

 Německo –  Japonsko	5:4 (4:2, 0:0, 1:2)
27. dubna 2003 (16:00) – Helsinky (Hartwall Arena)

Branky Německa: 0:46 Morczinietz, 4:17 Felski, 8:34 Boos, 19:45 Blank, 56:57 Felski

Branky Japonska: 10:37 Obara, 17:16 K. Ito, 47:02 M. Ito, 59:44 Yule

Rozhodčí: T. Andersson – Karlsson (SWE), Makarov (RUS)

Vyloučení: 5:5 (1:0)

Diváků: 10 153
Německo: Müller – Ehrhoff, S. Goc, Lüdemann, Benda, Renz, Retzer, Kunce, Molling – Martinec, M. Goc, M. Reichel – Morczinietz, Soccio, Kathan – Felski, Abstreiter, Kreutzer – Lewandowski, Boos, Blank.
Japonsko: Nihei – Oširo, K. Ito, Daikawa, Kawašima, Sugawara, Mijauči, Kawaguči, Sasaki – M. Ito, Kabajama, Yule – Kuwabara, Tesuja Saitó, Suzuki – Takeši Saitó, Sakurai, Kobajaši – Masuko, Obara, Učijama.

 Slovensko –  Ukrajina 9:3 (2:0, 4:2, 3:1)
27. dubna 2003 (20:00) – Helsinky (Hartwall Arena)

Branky Slovenska: 7:03 Richard Zedník, 18:22 Žigmund Pálffy, 22:57 Žigmund Pálffy, 26:25 Jozef Stümpel, 29:37 Richard Zedník, 30:47 Žigmund Pálffy, 40:51 Vladimír Országh, 41:47. Miroslav Šatan, 57:29 Richard Zedník

Branky Ukrajiny: 20:59 Zinevič, 25:57 Zavalňuk, 44. Procenko

Rozhodčí: Looker (USA) – Hämäläinen (FIN), Semjonov (EST)

Vyloučení: 2:7 (3:0)

Diváků: 10 145
Slovensko: Staňa – Višňovský, Štrbák, Lintner, Švehla, Ivan Majeský, Suchý, Milo, Čierny – Žigmund Pálffy, Stümpel, Zedník – Országh, Šatan, Nagy – Radivojevič, Kapuš, Cíger – Vaic, M. Hlinka.
Ukrajina: Simčuk (31. Karpenko) – Širjajev, Timčenko, Klimenťjev, Srjubko, Ostrouško, Gunko – Procenko, Hniděnko, Litvyněnko – Salnikov, Christič, Ziněvyč – Savenko, Bobrovnikov, Nikolajev – Charčenko, Zavalňuk, Bezsčastnyj.

 Slovensko –  Japonsko	10:1 (3:1, 5:0, 2:0)
28. dubna 2003 (16:00) – Helsinky (Hartwall Arena)

Branky Slovenska: 7:00 Jozef Stümpel, 9:58 Žigmund Pálffy, 16:39 Žigmund Pálffy, 24:45 Ladislav Nagy, 27:43 Miroslav Hlinka, 34:06 Branko Radivojevič, 35:50 Richard Zedník, 39:24 Ľubomír Višňovský, 44:24 Branko Radivojevič, 49:10 Richard Lintner

Branky Japonska: 11:31 Takeši Saitó

Rozhodčí: Zacharov (RUS) – Goculja (BEL), Karlsson (SWE)

Vyloučení: 3:5 (1:0, 1:0)

Diváků: 4 000
Slovensko: Rybár – Ľ. Višňovský, Štrbák, Švehla, L. Čierny, Ivan Majeský, Suchý, Milo, Lintner – Pálffy, Stümpel, Zedník – Šatan, Kapuš, Országh – Radivojevič, M. Hlinka, Nagy – Vaic.
Japonsko: Haruna – Oširo, K. Ito, Daikawa, Kawašima, Sugawara, Mijauči, Kawaguči, Tecuja Saitó – M. Ito, Kabajama, Yule – Kuwabara, Obara, Suzuki – Takeši Saitó, Sakurai, Kobajaši – Masuko, Sasaki, Učijama.

 Německo –  Ukrajina 	3:1 (0:1, 2:0, 1:0)
29. dubna 2003 (16:00) – Helsinky (Hartwall Arena)

Branky Německa: 26:18 Morczinietz, 38:38 M. Reichel, 50:51 M. Goc

Branky Ukrajiny: 17:38 Širjajev

Rozhodčí: Dutil (CAN) – Karlsson (SWE), Semjonov (EST)

Vyloučení: 6:11 (1:1, 1:0) + Christič na 10 min.

Diváků: 7 596
Německo: Jonas – Ehrhoff, S. Goc, Lüdemann, Benda, Renz, Retzer, Kunce, Molling – T. Martinec, M. Reichel, M. Goc – Morczinietz, Soccio, Kathan – Felski, Abstreiter, Kreutzer – Lewandowski, Boos, Blank.
Ukrajina: Simčuk – Timčenko, Širjajev, Srjubko, Klimenťjev, Zavalňuk, Gunko, Ostruško – Procenko, Šachrajčuk, Litvyněnko – Varlamov, Christič, Salnikov – Savenko, Bobrovnikov, Nikolajev – Ziněvič, Hniděnko, Charčenko – Bezsčastnyj.

 Slovensko –  Německo 	3:1 (0:1, 2:0, 1:0)
30. dubna 2003 (16:00) – Helsinky (Hartwall Arena)

Branky Slovenska: 24:30 Žigmund Pálffy, 29:03 Ľubomír Višňovský, 52:50 Vladimír Országh

Branky Německa: 18:47 Benda

Rozhodčí: Andersson – Karlsson (SWE), Hämälainen (FIN)

Vyloučení: 5:8 (1:0)

Diváků: 7 594
Slovensko: Lašák – Ľ. Višňovský, Štrbák, Švehla, Lintner, Ivan Majeský, Suchý, Milo, Čierny – Pálffy, Stümpel, Zedník – Šatan, Kapuš, Bondra – Országh, M. Hlinka, Nagy – Radivojevič, Vaic.
Německo: Müller – J. Benda, Lüdemann, Kunce, Ehrhoff, S. Goc, Retzer – T. Martinec, M. Reichel, M. Goc – Morczinietz, Soccio, Kathan – Felski, Abstreiter, Kreutzer – Lewandowski, Boos, Renz.

 Japonsko –  Ukrajina 	1:5 (0:2, 0:2, 1:1)
30. dubna 2003 (20:00) – Tampere (Tampereen jäähalli)

Branky Japonska: 44:35 Kawašima

Branky Ukrajiny: 16:40 Procenko, 17:40 Salnikov, 24:22 Širjajev, 29:42 Charčenko, 52:49 Charčenko

Rozhodčí: Schimm (GER) – Makarov (RUS), Redding (USA)

Vyloučení: 5:7 (0:1)

Diváků: 4 833
Japonsko: Nihei – Oširo, K. Ito, Daikawa, Kawašima, Sugawara, Mijauči, Kawaguči – M. Ito, Kabajama, Yule – Kuwabara, Tecuja Saitó, Suzuki – Takeši Saitó, Sakurai, Kobajaši – Masuko, Obara, Učijama.
Ukrajina: Simčuk – Širjajev, Zavalňuk, Srjubko, Klimenťjev, Ostruško, Gunko, Timčenko – Procenko, Šachrajčuk, Litvyněnko – Salnikov, Christič, Varlamov – Savenko, Bobrovnikov, Ziněvič – Charčenko, Hniděnko, Bezsčastnyj.

### Skupina B
|    |           | RUS | SUI | DEN | USA | V | R | P | Skóre | B |
| 1. | Rusko     | *** | 5:2 | 6:1 | 3:2 | 3 | 0 | 0 | 14:5  | 6 |
| 2. | Švýcarsko | 2:5 | *** | 6:2 | 1:0 | 2 | 0 | 1 | 9:7   | 4 |
| 3. | Dánsko    | 1:6 | 2:6 | *** | 5:2 | 1 | 0 | 2 | 8:14  | 2 |
| 4. | USA       | 2:3 | 0:1 | 2:5 | *** | 0 | 0 | 3 | 4:9   | 0 |

 USA –  Dánsko 	2:5 (1:3, 0:1, 1:1)
26. dubna 2003 (15:00) – Tampere (Tampereen jäähalli)

Branky USA: 16:06 Jim Fahey, 42:24 Kelly Fairchild

Branky Dánska: 6:06 Nordby-Andersen, 9:48 Staal, 12:21 Damgaard, 23:09 R. Larsen, 53:18 Staal

Rozhodčí: Jonák (SVK) – Coenen (NED), Laschowski (CAN)

Vyloučení: 5:6 (1:1) + Chris Ferraro – S. True na 10 min.

Diváků: 3 681
USA: Ryan Miller (15. Rogles) – Hauer, Bouillon, Corvo, Leopold, Fahey, Gruden, Mottau, Housley – Fairchild, Reasoner, Craig Johnson – Kevin Miller, Cullen, Drury – Peter Ferraro, Chris Ferraro, Dimitrakos – Pohl, Hall, Brad Defauw.
Dánsko: Hirsch – Damgaard, D. Nielsen, Akesson, Duus, Johnsen, Jensen, Andreasen – Staal, Green, J. Nielsen – M. True, Degn, Monberg – S. True, F. Nielsen, Larsen – Molgaard, Grey, Nordby-Andersen.

 Švýcarsko –  Rusko	2:5 (1:2, 1:2, 0:1)
26. dubna 2003 (19:00) – Tampere (Tampereen jäähalli)

Branky Švýcarska: 2:15 Bärtschi, 25:11 Christen

Branky Ruska: 14:51 Ilja Kovalčuk, 18:19 Igor Grigorenko, 23:17 Dmitrij Kalinin, 26:49 Denis Archipov, 47:42 Pavel Dacjuk

Rozhodčí: Šindler – Blümel (CZE), Meszynski (POL)

Vyloučení: 9:6 (0:1, 0:1)

Diváků: 4 057
Švýcarsko: Weibel – Steinegger, Blindenbacher, Streit, Keller, Seger, Forster, Gerber – Jenni, Cereda, Fischer – Bärtschi, Plüss, Della Rossa – Wichser, Conne, Christen – Jeannin, Aeschlimann, Paterlini.
Rusko: Podomackij – Kalinin, Ždan, Gusev, Turkovskij, Jerofejev, Proškin, Guskov, Vyšedkevič – Grigorenko, Dacjuk, Kovalčuk – Saprykin, Archipov, Frolov – Antipov, Zinovjev, Suglobov – Novoselcev, Soin, Semin.

 USA –  Švýcarsko 	0:1 (0:1, 0:0, 0:0)
27. dubna 2003 (15:00) – Tampere (Tampereen jäähalli)

Branky USA: nikdo

Branky Švýcarska: 11:17 Seger

Rozhodčí: Matsuoka (CAN) – Popovič (SVK), Blümel (CZE)

Vyloučení: 4:6 (0:1)

Diváků: 3 887
USA: Ryan Miller – Fahey, Gruden, Hauer, Bouillon, Corvo, Leopold, Mottau – Kevin Miller, Cullen, Drury – Dimitrakos, Reasoner, Housley – Peter Ferraro, Chris Ferraro, Fairchild – Brad Defauw, Hall, Craig Johnson – Pohl.
Švýcarsko: Bührer – Streit, Keller, Steinegger, Blindenbacher, Seger, Forster, Bezina, Gerber – Bärtschi, Plüss, Della Rossa – Jenni, Cereda, Fischer – Christen, Conne, Wichser – Jeannin, Aeschlimann, Paterlini.

 Rusko –  Dánsko 		6:1 (1:0, 5:1, 0:0)
27. dubna 2003 (19:00) – Tampere (Tampereen jäähalli)

Branky Ruska: 14:52 Vitalij Proškin, 23:51 Alexander Suglobov, 25:37 Ilja Kovalčuk, 26:47 Oleg Saprykin, 30:14 Alexander Suglobov, 31:02 Alexander Suglobov

Branky Dánska: 34:33 Larsen

Rozhodčí: T. Favorin (FIN) – Laschowski (CAN), Meszynski (POL)

Vyloučení: 7:6

Diváků: 3 960
Rusko: Sokolov – Kalinin, Ždan, Gusev, Turkovskij, Jerofejev, Proškin, Guskov, Vyšedkevič – Grigorenko, Dacjuk, Kovalčuk – Saprykin, Archipov, Frolov – Antipov, Zinovjev, Suglobov – Novoselcev, Soin, Semin.
Dánsko: P. Hirsch (32. J. Jensen) – D. Nielsen, Damgaard, Duus, Akesson, D. Jensen, Johnsen, Andreasen – J. Nielsen, Green, Staal – M. True, Degn, Monberg – Larsen, F. Nielsen, S. True – Nordby-Andersen, Grey, Molgaard.

 Dánsko –  Švýcarsko 	2:6 (0:2, 1:2, 1:2)
29. dubna 2003 (15:00) – Tampere (Tampereen jäähalli)

Branky Dánska: 28:40 Larsen, 46:14 S. True

Branky Švýcarska: 2:23 Conne, 5:49 Plüss, 23:35 Plüss, 34:19 Bezina, 47:59 Paterlini, 57:14 Aeschlimann

Rozhodčí: Šindler – Blümel (CZE), Meszynski (POL)

Vyloučení: 6:10 (1:1)

Diváků: 7 208.
Dánsko: P. Hirsch – D. Nielsen, Damgaard, Duus, Akesson, D. Jensen, Johnsen, Andreasen – J. Nielsen, Green, Staal – M. True, Degn, Monberg – Larsen, F. Nielsen, S. True – Nordby-Andersen, Grey, Molgaard.
Švýcarsko: Bührer – Keller, Streit, Steinegger, Blindenbacher, Seger, Forster, Bezina, L. Gerber – Jeannin, Aeschlimann, Paterlini – P. Bärtschi, Plüss, Della Rossa – Jenni, Cereda, Fischer – Wichser, Conne, Christen.

 Rusko –  USA 	3:2 (0:1, 2:0, 1:1)
29. dubna 2003 (19:00) – Tampere (Tampereen jäähalli)

Branky Ruska: 21:41 Alexandr Frolov, 28:51 Vladimir Antipov, 50:27 Ilja Kovalčuk

Branky USA: 11:14 Adam Hall, 41:57 John Pohl

Rozhodčí: Matsuoka – Laschowski (CAN), Popovič (SVK)

Vyloučení: 9:9 (0:2, 1:0) + Zinovjev na 10 min.

Diváků: 7 806
Rusko: Podomackij – Kalinin, Ždan, Jerofejev, Proškin, Gusev, Turkovskij, Guskov, Vyšedkevič – Grigorenko, Dacjuk, Kovalčuk – Antipov, Zinovjev, Suglobov – Saprykin, Archipov, Frolov – Novoselcev, Soin, Semin.
USA: Rogles – Mottau, Housley, Gruden, Fahey, Bouillon, Hauer, Leopold, Corvo – Brad Defauw, Hall, Craig Johnson – Kevin Miller, Cullen, Drury – Pohl, Reasoner, Dimitrakos – Peter Ferraro, Chris Ferraro, Fairchild.

### Skupina C
|    |           | CAN | SWE | LAT | BLR | V | R | P | Skóre | B |
| 1. | Kanada    | *** | 3:1 | 6:1 | 3:0 | 3 | 0 | 0 | 12:2  | 6 |
| 2. | Švédsko   | 1:3 | *** | 3:1 | 2:1 | 2 | 0 | 1 | 6:5   | 4 |
| 3. | Lotyšsko  | 1:6 | 1:3 | *** | 4:0 | 1 | 0 | 2 | 6:9   | 2 |
| 4. | Bělorusko | 0:3 | 1:2 | 0:4 | *** | 0 | 0 | 3 | 1:9   | 0 |

 Kanada –  Bělorusko	3:0 (2:0, 0:0, 1:0)
26. dubna 2003 (16:00) – Turku (Elysée Arena)

Branky Kanady: 12:13 Ryan Smyth, 17:40 Dany Heatley, 41:15 Mike Comrie

Branky Běloruska: nikdo

Rozhodčí: Kurmann (SUI) – Brodnicki (GER), Kautto (FIN)

Vyloučení: 6:5.

Diváků: 6 370
Kanada: Burke – Staios, Brewer, Heward, Bouwmeester, Dandenault, Rivet – Doan, Draper, Maltby – Carter, Kolanos, Heatley – Calder, Briere, Smyth – Marleau, Comrie, Horcoff.
Bělorusko: Šabanov – Staš, Chmyl, Jerkovič, Žurik, Alexejev, Kopat, Makrickij, Rjadinskij – D. Pankov, Kaljužnyj, Cypljakov – Kovaljov, Rasolko, Starostěnko – Strachov, Bekbulatov, Savilov – Jesaulov, Zadělenov, Čupric.

 Lotyšsko –  Švédsko 	1:3 (1:2, 0:1, 0:0)
26. dubna 2003 (20:00) – Turku (Elysée Arena)

Branky Lotyšska: 12:58 Romanovskis

Branky Švédska: 13:57 Peter Nordström, 16:28 Peter Nordström, 22:46 Thomas Rhodin

Rozhodčí: Favorin (FIN) – Linke (SUI), Lesňjak (SLO)

Vyloučení: 5:5 + Skrastinš 5 min a do konce utkání.

Diváků: 6 759
Lotyšsko: Naumovs – Rekis, Redlihs, Lavinš, Sorokins, Skrastinš, Tribuncovs, Feldmanis, Ankipans – Macijevskis, Cipruss, Niživijs – Romanovskis, Fanduls, Pantelejevs – Semjonovs, Čubars, Kerčs – Širokovs, Sprukts, Tambijevs.
Švédsko: Tellqvist – Magnus Johansson, R. Sundin, Rhodin, M. Norström, Tärnström, D. Tjärnqvist – Hannula, Davidsson, Andersson – M. Tjärnqvist, Jönsson, Nordström – Nilson, Zetterberg, Axelsson – Höglund, Mathias Johansson, Renberg.

 Kanada –  Lotyšsko 	6:1 (2:1, 1:0, 3:0)
27. dubna 2003 (16:00) – Turku (Elysée Arena)

Branky Kanady: 2:25 Dany Heatley, 16:50 Cory Cross, 31:46 Dany Heatley, 45:42 Mike Comrie, 52:14 Daniel Brière, 52:42 Mike Comrie

Branky Lotyšska: 12:14 Čubars

Rozhodčí: Schimm – Brodnicki (GER), Jakobsen (DEN)

Vyloučení: 4:1 (1:0)

Diváků: 6 782
Kanada: Luongo – Brewer, Staios, Dandenault, Cross, Bouwmeester, Heward – Carter, Comrie, Smyth – Marleau, Doan, Maltby – Heatley, Briere, Calder – Draper, Horcoff, Rivet.
Lotyšsko: Irbe – Rekis, Redlihs, Skrastinš, Tribuncovs, Lavinš, Sorokins, Kerčs, Feldmanis – Macijevskis, Cipruss, Niživijs – Semjonovs, Čubars, Tambijevs – Romanovskis, Fanduls, Pantělejevs – Antipans, Sprukts, Širokovs.

 Švédsko –  Bělorusko		2:1 (1:1, 0:0, 1:0)
27. dubna 2003 (20:00) – Turku (Elysée Arena)

Branky Švédska: 8:46 Daniel Tjärnqvist, 55:07 Jörgen Jönsson

Branky Běloruska: 10:27 D. Pankov

Rozhodčí: Jonák (SVK) – Lešnjak (SLO), Linke (SUI)

Vyloučení: 3:8 (1:0)

Diváků: 4 849
Švédsko: Tellqvist – R. Sundin, Magnus Johansson, M. Norström, Rhodin, D. Tjärnqvist, Tärnström – N. Andersson, Davidsson, Hannula – Nordström, J. Jönsson, M. Tjärnqvist – H. Zetterberg, Forsberg, Axelsson – Renberg, Mathias Johansson, Höglund.
Bělorusko: Mezin – Staš, Alexejev, Makrickij, Rjadinskij, Jerkovič, Chmyl, Žurik, Kopat – Kovaljov, Rasolko, Starostěnko – Jesaulov, Zadělenov, Čupric – D. Pankov, Kaljužnyj, V. Cyplakov – Strachov, Bekbulatov, Savilov.

 Bělorusko –  Lotyšsko 	0:4 (0:1, 0:3, 0:0)
29. dubna 2003 (16:00) – Turku (Elysée Arena)

Branky Běloruska: nikdo

Branky Lotyšska: 16:10 Sorokins, 27:05 Skraštins, 34:05 Skraštins, 36:33 Skraštins

Rozhodčí: Kurmann – Linke (SUI), Jakobsen (DEN)

Vyloučení: 6:5 (0:1)

Diváků: 10 250
Bělorusko: Mezin (36. Šabanov) – Jerkovič, Chmyl, Makrickij, Rjadinskij, Žurik, Kopat, Staš, Alexejev – D. Pankov, Kaljužnyj, V. Cyplakov – Jesaulov, Zadělenov, Čupric – Strachov, Bekbulatov, Savilov – Kovaljov, Rasolko, Starostěnko.
Lotyšsko: Naumovs – Skraštins, Redlihs, Rekis, Tribuncovs, Lavinš, Sorokins, Feldmanis – Macijevskis, Cipruss, Niživijs – Semjonovs, Čubars, Tambijevs – Romanovskis, Fanduls, Pantělejevs – Antipans, Sprukts, Širokovs.

 Švédsko –  Kanada 	1:3 (0:1, 0:1, 1:1)
29. dubna 2003 (20:05) – Turku (Elysée Arena)

Branky Švédska: 51:41 Peter Forsberg

Branky Kanady: 10:47 Dany Heatley, 29:12 Daniel Brière, 49:00 Mathieu Dandenault

Rozhodčí: Looker (USA) – Lesnjak (SLO), Kautto (FIN)

Vyloučení: 7:8 (0:1)

Diváků: 11 590
Švédsko: Salo – M. Norström, Rhodin, Tärnström, D. Tjärnqvist, Magnus Johansson, R. Sundin – Nordström, J. Jönsson, M. Tjärnqvist – Axelsson, Forsberg, H. Zetterberg – Höglund, M. Sundin, Renberg – Hannula, Davidsson, N. Andersson – Mathias Johansson.
Kanada: Burke – Brewer, Staios, Dandenault, Rivet, Bouwmeester, Heward, Cross – Doan, Draper, Maltby – Carter, Comrie, Smyth – Heatley, Briere, Reinprecht – Marleau, Horcoff, Calder – Kolanos.

### Skupina D
|    |           | CZE | FIN  | AUT | SLO  | V | R | P | Skóre | B |
| 1. | Česko     | *** | 2:1  | 8:1 | 5:2  | 3 | 0 | 0 | 15:4  | 6 |
| 2. | Finsko    | 1:2 | ***  | 5:1 | 12:0 | 2 | 0 | 1 | 18:3  | 4 |
| 3. | Rakousko  | 1:8 | 1:5  | *** | 6:2  | 1 | 0 | 2 | 8:15  | 2 |
| 4. | Slovinsko | 2:5 | 0:12 | 2:6 | ***  | 0 | 0 | 3 | 4:23  | 0 |

 Česko –  Slovinsko	5:2 (3:0, 2:1, 0:1)
26. dubna 2003 (16:00) – Helsinky (Hartwall Arena)

Branky Česka: 6:20 Radim Vrbata, 11:01 Michal Sup, 13:24 David Výborný, 32:07 Jiří Hudler, 35:24 Jaroslav Balaštík

Branky Slovinska: 20:57 Rodman, 55:11 Por.

Rozhodčí: Dutil (CAN) – Hämäläinen (FIN), Guculja (BLR)

Vyloučení: 7:8

Diváků: 12 001
Česko: Roman Málek – Martin Richter, Jaroslav Špaček, Petr Kadlec, Jan Hejda, Pavel Trnka, Jaroslav Modrý – Jan Hlaváč , Josef Vašíček, Radim Vrbata – Radek Duda, Martin Straka, Michal Sup – Jaroslav Balaštík, Jaroslav Hlinka, Jindřich Kotrla – David Výborný, Jiří Hudler.
Slovinsko: Glavič – Beslagič, Ciglenički, Zajc, Rebolj, Dervarič, Brodnik, Kranjc, Goličič – Razingar, Vnuk, Rodman – Zagar, Avguštinčič, Polončič – Terglav, Jan, Kontrenec – Rožič, Sivič, Por.

 Rakousko –  Finsko 	1:5 (0:1, 1:3, 0:1)
26. dubna 2003 (20:00) – Helsinky (Hartwall Arena)

Branky Rakouska: 35:58 Kalt

Branky Finska: 8:07 Toni Lydman, 21:25 Toni Lydman, 30:57 Ville Peltonen, 39:16 Saku Koivu, 59:12 Teemu Selänne

Rozhodčí: Zacharov (RUS) – Semjonov (EST), Redding (USA)

Vyloučení: 5:5 (0:2)

Diváků: 13 022
Rakousko: Dalpiaz – A. Lakos, Unterluggauer, Lukas, Doyle, Kasper, H. Hohenberger, P. Lakos – Kalt, Pöck, Setzinger – Trattnig, Lukas, Brandner – Perthaler, Szücs, M. Hohenberger – Salfi, Divis, Welser – Koch.
Finsko: Nurminen – Timonen, Niinimaa, Nummelin, Väänänen, Lydman, Kiprusoff – Selänne, Koivu, Peltonen – Kallio, Jokinen, Hagman – Pirjetä, Pirnes, Eloranta – A. Miettinen, Santala, Rintanen – Ylönen.

 Finsko –  Slovinsko	12:0 (4:0, 4:0, 4:0)
28. dubna 2003 (19:00) – Tampere (Tampereen jäähalli)

Branky Finska: 3:58 Janne Niinimaa, 4:27 Aki-Petteri Berg, 11:57 Teemu Selänne, 17:49 Kimmo Timonen, 22:47 Mikko Eloranta, 30:42 Petteri Nummelin, 32:08 Esa Pirnes, 37:27 Teemu Selänne, 42:27 Tomi Kallio, 47:27 Lasse Pirjeta, 54:13 Tomi Kallio, 59:25 Esa Pirnes

Branky Slovinska: nikdo

Rozhodčí: Šindler (CZE) – Coenen (NED), Popovič (SVK)

Vyloučení: 1:9 (5:0)

Diváků: 7 800
Finsko: Hurme – Timonen, Niinimaa, Nummelin, Berg, Lydman, Väänänen, Kiprusoff – Selänne, Koivu, Peltonen – Kallio, Jokinen, Hagman – Ylönen, Pirnes, Eloranta – A. Miettinen, Santala, Rintanen – Pirjetä.
Slovinsko: Mohorič (33. Glavič) – Beslagič, Ciglenečki, Zajc, Rebolj, Dervarič, Brodnik, Kranjc, Goličič – Razingar, Vnuk, Rodman – Zagar, Avguštinčič, Polončič – Terglav, Jan, Kontrenec – Rožič, Šivič, Por.

 Česko –  Rakousko 	8:1 (1:0, 5:0, 2:1)
28. dubna 2003 (20:00) – Helsinky (Hartwall Arena)

Branky Česko: 10:54 Pavel Trnka, 22:13 Martin Straka, 22:41 Radim Vrbata, 23:20 Radim Vrbata, 30:25 Martin Straka, 31:23 Jaroslav Špaček, 44:02 Jiří Hudler, 50:31 David Výborný

Branky Rakouska: 47:05 Welser

Rozhodčí: T. Andersson (SWE) – Redding (USA), Makarov (RUS)

Vyloučení: 6:10 (3:1)

Diváků: 7 724
Česko: Tomáš Vokoun – Martin Richter, Jaroslav Špaček, Pavel Trnka, Jaroslav Modrý, Petr Kadlec, Jan Hejda – Radim Vrbata, Josef Vašíček, Jan Hlaváč – Jiří Hudler, Robert Reichel, David Výborný – Radek Duda, Martin Straka, Michal Sup – Jaroslav Balaštík, Jaroslav Hlinka, Jindřich Kotrla.
Rakousko: Prohaska (41. Suttnig) – Doyle, R. Lukas, H. Hohenberger, Kasper, Unterluggauer, A. Lakos, P. Lakos – Brandner, P. Lukas, Trattnig – M. Hohenberger, Szücs, Perthaler – Setzinger, T. Pöck, Koch – Salfi, R. Divis, Welser.

 Slovinsko –  Rakousko 	2:6 (0:1, 1:2, 1:3)
29. dubna 2003 (20:00) – Helsinky (Hartwall Arena)

Branky Slovinska: 35:57 Dervarič, 55:22 Jan

Branky Rakouska: 14:32 Brandner, 29:14 Szücs, 35:25 M. Hohenberger, 42:30 Divis, 55:22 Doyle, 57:50 Pöck

Rozhodčí: Schimm (GER) – Hämälainen (FIN), Goculja (BEL)

Vyloučení: 3:5 (1:0)

Diváků: 6 237
Slovinsko: Glavič – Beslagič, Ciglenečki, Zajc, Rebolj, Dervarič, Brodnik, Kranjc, Goličič – Razingar, Vnuk, Rodman – Zagar, Avguštinčič, Polončič – Terglav, Jan, Kontrec – Rožič, Šivič, Por. Coach: Matjaž Sekelj.
Rakousko: Dalpiaz – A. Lakos, Unterluggauer, R. Lukas, Doyle, Kasper, H. Hohenberger, P. Lakos – Kalt, T. Pöck, Setzinger – Trattnig, P. Lukas, Brandner – Perthaler, Szücs, M. Hohenberger – Salfi, R. Divis, Welser – Koch.

 Česko –  Finsko 	2:1 (0:1, 1:0, 1:0)
30. dubna 2003 (16:00) – Turku (Elysée Arena)

Branky Česka: 32:01 Milan Hejduk, 52:25 Martin Straka

Branky Finska: 15:44 Ville Peltonen

Rozhodčí: Looker (USA) – Brodnicki (GER), Jakobsen (DEN)

Vyloučení: 10:5 (0:0, 0:1)

Diváků: 11 618
Česko: Tomáš Vokoun, Petr Kadlec, Jan Hejda, Jaroslav Modrý, Tomáš Kaberle, Martin Richter, Jaroslav Špaček – Radek Duda, Martin Straka, Michal Sup – Radim Vrbata, Josef Vašíček, Jan Hlaváč – Milan Hejduk, Robert Reichel, David Výborný – Jaroslav Hlinka, Jiří Hudler, Jindřich Kotrla.
Finsko: Pasi Nurminen – Kimmo Timonen, Janne Niinimaa, Petteri Nummelin, Aki-Petteri Berg, Toni Lydman, Ossi Vaananen, Marko Kiprusoff – Teemu Selänne, Saku Koivu, Ville Peltonen – Tomi Kallio, Olli Jokinen, Niklas Hagman – Lasse Pirjeta, Esa Pirnes, Mikko Eloranta – Antti Miettinen, Tommi Santala, Kimmo Rintanen.

### Osmifinále A
|    |           | SVK  | CZE  | FIN  | GER  | AUT  | UKR  | V | R | P | Skóre | B |
| 1. | Slovensko | ***  | 3:3  | 5:1  | 3:1* | 7:1  | 9:3* | 4 | 1 | 0 | 27:9  | 9 |
| 2. | Česko     | 3:3  | ***  | 2:1* | 4:0  | 8:1* | 5:2  | 4 | 1 | 0 | 22:7  | 9 |
| 3. | Finsko    | 1:5  | 1:2* | ***  | 2:2  | 5:1* | 9:0  | 2 | 1 | 2 | 18:10 | 5 |
| 4. | Německo   | 1:3* | 0:4  | 2:2  | ***  | 5:1  | 3:1* | 2 | 1 | 2 | 11:11 | 5 |
| 5. | Rakousko  | 1:7  | 1:8* | 1:5* | 1:5  | ***  | 5:2  | 1 | 0 | 4 | 9:27  | 2 |
| 6. | Ukrajina  | 3:9* | 2:5  | 0:9  | 1:3* | 2:5  | ***  | 0 | 0 | 5 | 8:31  | 0 |

- s hvězdičkou = zápasy ze základní skupiny.

 Slovensko –  Finsko 	5:1 (1:1, 0:0, 4:0)
2. května 2003 (16:00) – Helsinky (Hartwall Arena)

Branky Slovenska: 10:42 Richard Kapuš, 42:56 Ladislav Nagy, 50:57 Miroslav Šatan, 57:02 Miroslav Šatan, 58:33 Miroslav Hlinka

Branky Finska: 3:51 Olli Jokinen

Rozhodčí: Dutil (CAN) – Karlsson (SWE), Laschowski (CAN)

Vyloučení: 8:6 (1:0, 1:0) + Niinima na 10 min.

Diváků: 13 209
Slovensko: Lašák – L’. Višňovský, Štrbák, Švehla, Lintner, Ivan Majeský, Suchý, Milo, L. Čierny – Pálffy, Stümpel, Zedník – Šatan, Kapuš, Bondra – Országh, M. Hlinka, Nagy – Radivojevič, Vaic, Sejna.
Finsko: Nurminen – Timonen, Niinimaa, Nummelin, Berg, Lydman, Marko Kiprusoff, Väänänen – Selänne, Koivu, Peltonen – Kallio, Jokinen, Miettinen – Eloranta, Pirnes, Rintanen – Pirjetä, Ylönen, Hagman – Santala.

 Česko –  Ukrajina 	5:2 (0:0, 4:1, 1:1)
2. května 2003 (20:00) – Helsinky (Hartwall Arena)

Branky Česka: 23:40 Martin Straka, 27:18 Petr Kadlec, 27:39 Milan Hejduk, 32:08 Milan Hejduk, 59:17 Jaroslav Hlinka

Branky Ukrajiny: 35:18 Borovnikov, 57:27 Šachrajčuk

Rozhodčí: Kurmann (SUI) – Jakobsen (DEN), Redding (USA)

Vyloučení: 5:6 (2:1)

Diváků: 12 571
Česko: Tomáš Vokoun – Jaroslav Modrý, Tomáš Kaberle, Petr Kadlec, Jan Hejda, Martin Richter, Jaroslav Špaček, Pavel Trnka – Milan Hejduk, Robert Reichel, David Výborný – Radek Duda, Martin Straka, Michal Sup – Radim Vrbata, Josef Vašíček (43. Jaroslav Balaštík), Jan Hlaváč – Jaroslav Hlinka, Jiří Hudler, Jindřich Kotrla.
Ukrajina: Karpenko – Zavalňuk, Ostruško, Klimenťjev, Srjubko, Timčenko, Gunko, Nikolajev – Procenko, Šachrajčuk, Livyněnko – Salnikov, Christič, Varlamov – Savenko, Bobrovnikov, Kasjančuk – Charčenko, Hniděnko, Bezčastnyj.

 Německo –  Rakousko 	5:1 (2:0, 2:1, 1:0)
3. května 2003 (16:00) – Helsinky (Hartwall Arena)

Branky Německa: 9:58 Soccio, 12:03 T. Martinec, 24:45 Kunce, 27:46 Abstreiter, 40:52 Morczinietz

Branky Rakouska: 31:53 Brandner.

Rozhodčí: Looker (USA) – Linke (SUI), Makarov (RUS)

Vyloučení: 4:5 (2:0)

Diváků: 12 510
Německo: Jonas – Kunce, Ehrhoff, J. Benda, Lüdemann, S. Goc, Retzer, Renz, Kopitz – T. Martinec, M. Reichel, M. Goc – Morczinietz, Soccio, Kathan – Felski, Abstreiter, Kreutzer – Lewandowski, Boos, Hommel.
Rakousko: Dalpiaz – Unterluggauer, A. Lakos, Doyle, R. Lukas, H. Hohenberger, Kasper, P. Lakos – Kalt, T. Pöck, Brandner – Trattnig, P. Lukas, Setzinger – Perthaler, Szücs, M. Hohenberger – Welser, R. Divis, Salfi – Koch.

 Finsko –  Ukrajina 	9:0 (3:0, 4:0, 2:0)
3. května 2003 (20:00) – Helsinky (Hartwall Arena)

Branky Finska: 3:53 Kimmo Rintanen, 15:41 Kimmo Rintanen, 16:04 Niklas Hagman, 20:50 Kimmo Rintanen, 21:28 Niklas Hagman, 26:02 Teemu Selänne, 29:35 Teemu Selänne, 48:20 Kimmo Timonen, 56:18 Kimmo Rintanen

Branky Ukrajiny: nikdo

Rozhodčí: Matsuoka (CAN) – Jakobsen (DEN), Redding (USA)

Vyloučení: 9:13 (2:0)

Diváků: 13 174
Finsko: Hurme – Timonen, Niinimaa, Nummelin, Berg, Lydman, Väänänen – Selänne, Koivu, Peltonen – Kallio, Jokinen, Rintanen – Eloranta, Pirnes, Hagman – Ylönen, Santala, Miettinen – Pirjetä.
Ukrajina: Simčuk (33. Karpenko) – Zavalňuk, Ostruško, Klimenťjev, Srjubko, Gunko, Timčenko, Nikolajev – Procenko, Šachrajčuk, Litvyněnko – Salnikov, Christič, Varlamov – Savenko, Bobrovnikov, Kasjančuk – Charčenko, Hniděnko, Bezsčastnyj.

 Rakousko –  Slovensko	1:7 (0:2, 1:3, 0:2)
4. května 2003 (16:00) – Helsinky (Hartwall Arena)

Branky Rakouska: 31:54 Welser

Branky Slovenska: 3:18 Jozef Stümpel, 16:19 Ľubomír Višňovský, 30:16 Richard Kapuš, 31:17 Richard Zedník, 35:01 Peter Bondra, 46:16 Ladislav Nagy, 57:38 Žigmund Pálffy

Rozhodčí: Dutil (CAN) – Linke (SUI), Makarov (RUS)

Vyloučení: 7:10 (0:3)

Diváků: 11 786
Rakousko: Prohaska – A. Lakos, Unterluggauer, R. Lukas, Doyle, P. Lakos, T. Pöck, Kasper – Kalt, P. Lukas, Brandner – Perthaler, Szücs, Salfi – Trattnig, Raimund Divis, M. Hohenberger – Setzinger, Koch, Welser.
Slovensko: Staňa – Ľ. Višňovský, Štrbák, Švehla, Suchý, Lintner, Ivan Majeský, L. Čierny, Milo – Pálffy, Stümpel, Zedník – Šatan, Demitra, Bondra – Országh, M. Hlinka, Nagy – Radivojevič, Kapuš, Vaic.

 Česko –  Německo 	4:0 (1:0, 1:0, 2:0)
4. května 2003 (20:00) – Helsinky (Hartwall Arena)

Branky Česka: 3:35 Jan Hlaváč , 29:05 Robert Reichel, 42:22 Jan Hlaváč , 49:41 David Výborný

Branky Německa: nikdo

Rozhodčí: Matsuoka (CAN) – Karlsson (SWE), Laschowski (CAN)

Vyloučení: 7:6 – navíc Felski na 10. min.

Diváků: 12 152
Česko: Roman Málek – Jaroslav Modrý, Tomáš Kaberle, Petr Kadlec, Jan Hejda, Martin Richter, Jaroslav Špaček, Pavel Kolařík – Milan Hejduk, Robert Reichel, David Výborný – Radek Duda, Martin Straka, Michal Sup – Radim Vrbata, Josef Vašíček, Jan Hlaváč – Jaroslav Hlinka, Jiří Hudler, Jindřich Kotrla.
Německo: Müller – Kunce, Ehrhoff, Lüdemann, S. Goc, Renz, S. Retzer – T. Martinec, M. Reichel, Kopitz – Kathan, M. Goc, Morczinietz – Kreutzer, Abstreit, Felski – Lewandowski, Boos, Hommel.

 Česko –  Slovensko	3:3 (1:0, 2:2, 0:1)
5. května 2003 (20:00) – Helsinky (Hartwall Arena)

Branky Česka: 16:30 Martin Straka, 27:42 Martin Straka, 30:09 David Výborný

Branky Slovenska: 23:27 Ľubomír Višňovský, 37:15 Pavol Demitra, 53:54 Ladislav Nagy

Rozhodčí: Dutil – Redding (CAN), Karlsson (SWE)

Vyloučení: 8:10 (2:2) – navíc Radek Duda 5 min. a do konce utkání, Martin Richter – Žigmund Pálffy, Vladimír Országh 10 min.

Diváků: 12 860
Česko: Tomáš Vokoun – Petr Kadlec, Jan Hejda, Pavel Kolařík, Jaroslav Špaček, Jaroslav Modrý, Tomáš Kaberle, Martin Richter – Radek Duda, Martin Straka, Michal Sup – Radim Vrbata, Josef Vašíček, Jan Hlaváč – Milan Hejduk, Robert Reichel, David Výborný – Jaroslav Hlinka, Jiří Hudler, Jindřich Kotrla.
Slovensko: Ján Lašák – Ľubomír Višňovský, Martin Štrbák, Róbert Švehla, Radoslav Suchý, Richard Lintner, Ivan Majeský, Ladislav Čierny, Dušan Milo – Žigmund Pálffy, Jozef Stümpel, Richard Zedník – Miroslav Šatan, Pavol Demitra, Peter Bondra – Vladimír Országh, Miroslav Hlinka, Ladislav Nagy – Branko Radivojevič, Richard Kapuš, Peter Sejna.

 Ukrajina –  Rakousko 	2:5 (0:0, 0:3, 2:2)
6. května 2003 (16:00) – Helsinky (Hartwall Arena)

Branky Ukrajiny: 49:48 Šachrajčuk, 54:36 Procenko

Branky Rakouska: 22:58 Raimund Divis, 26:11 Raimund Divis, 32:50 Doyle, 44:59 M. Hohenberger, 59:37 M. Hohenberger.

Rozhodčí: Andersson (SWE) – Laschowski (CAN), Jakobsen (DEN)

Vyloučení: 6:5 (1:1, 0:1) + Christič 10 min – Doyle 5 min a do konce utkání.

Diváků: 12 326
Ukrajina: Simčuk (38. Karpenko) – Zavalňuk, Ostruško, Srjubko, Klimenťjev, Gunko, Timčenko, Nikolajev – Procenko, Šachrajčuk, Litvyněnko – Varlamov, Christič, Kasjančuk – Savenko, Bobrovnikov, Salnikov – Charčenko, Hniděnko, Bezsčastnyj.
Rakousko: Dalpiaz – A. Lakos, Unterluggauer, R. Lukas, Doyle, P. Lakos, T. Pöck, Kasper – Kalt, P. Lukas, Brandner – Perthaler, Szücs, Salfi – Trattnig, Raimund Divis, M. Hohenberger – Setzinger, Koch, Welser.

 Finsko –  Německo 	2:2 (2:1, 0:1, 0:0)
6. května 2003 (20:00) – Helsinky (Hartwall Arena)

Branky Finska: 8:25 Ville Peltonen, 17:38 Petteri Nummelin

Branky Německa: 4:25 Soccio, 22:23 Kreutzer

Rozhodčí: Kurmann – Linke (SUI), Makarov (RUS)

Vyloučení: 8:6 (2:0) + Janne Niinimaa na 10 min.

Diváků: 13 289
Finsko: Nurminen – Timonen, Niinimaa, Nummelin, Berg, Lydman, Väänänen, Helenius – Selänne, Koivu, Peltonen – Kallio, Jokinen, Rintanen – Pirjetä, Pirnes, Hagman – Virta, Ylönen, Eloranta – Santala.
Německo: Jonas – Kunce, Ehrhoff, Benda, Lüdemann, S. Goc, S. Retzer, Renz – T. Martinec, M. Reichel, M. Goc – Morczinietz, Soccio, Kathan – Felski, Abstreiter, Kreutzer – Lewandowski, Boos, Hommel – Kopitz.

### Osmifinále B
|    |           | CAN  | SWE  | RUS  | SUI  | LAT  | DEN  | V | R | P | Skóre | B |
| 1. | Kanada    | ***  | 3:1* | 5:2  | 2:0  | 6:1* | 2:2  | 4 | 1 | 0 | 18:6  | 9 |
| 2. | Švédsko   | 1:3* | ***  | 4:2  | 5:2  | 3:1* | 7:1  | 4 | 0 | 1 | 20:9  | 8 |
| 3. | Rusko     | 2:5  | 2:4  | ***  | 5:2* | 1:2  | 6:1* | 2 | 0 | 3 | 16:14 | 4 |
| 4. | Švýcarsko | 0:2  | 2:5  | 2:5* | ***  | 4:2  | 6:2* | 2 | 0 | 3 | 14:16 | 4 |
| 5. | Lotyšsko  | 1:6* | 1:3* | 2:1  | 2:4  | ***  | 4:2  | 2 | 0 | 3 | 10:16 | 4 |
| 6. | Dánsko    | 2:2  | 1:7  | 1:6* | 2:6* | 2:4  | ***  | 0 | 1 | 4 | 8:25  | 1 |

- s hvězdičkou = zápasy ze základní skupiny.

 Kanada –  Dánsko 	2:2 (1:2, 1:0, 0:0)
2. května 2003 (16:00) – Turku (Elysée Arena)

Branky Kanady: 4:39 Jay Bouwmeester, 39:05 Jay Bouwmeester

Branky Dánska: 15:25 D. Jensen, 15:46 Molgaard

Rozhodčí: Jonák (SVK) – Kautto (FIN), Semjonov (EST)

Vyloučení: 8:5

Diváků: 3 804
Dánsko: P. Hirsch – D. Nielsen, Damgaard, Duus, Akesson, D. Jensen, Johnsen, Andreasen – J. Nielsen, Green, Staal – M. True, Degn, Monberg – Larsen, F. Nielsen, S. True – Nordby-Andersen, Grey, Molgaard – Dresler.
Kanada: Burke – Brewer, Staios, Bouwmeester, Reinprecht, Rivet, Dandenault, Heward, Cross – Maltby Draper, Doan – Briere, Marleau, Heatley – Horcoff, Comrie, Carter – Calder, Kolanos, Smyth.

 Rusko –  Švédsko 	2:4 (1:1, 0:1, 1:2)
2. května 2003 (20:05) – Turku (Elysée Arena)

Branky Ruska: 18:29 Igor Grigorenko, 43:36 Ilja Kovalčuk

Branky Švédska: 8:12 Henrik Zetterberg, 33:28 Jonas Höglund, 41:11 Jörgen Jönsson, 59:16 Mats Sundin

Rozhodčí: Šindler – Blümel (CZE), Goculja (BLR)

Vyloučení: 6:4 + Igor Grigorenko na 10 min.

Diváků: 5 721
Rusko: Sokolov – Kalinin, Chavanov, Gusev, Turkovskij, Jerofejev, Proškin, Vyšedkevič, Ždan – Grigorenko, Dacjuk, Kovalčuk – Saprykin, Archipov, Frolov – Antipov, Zinovjev, Suglobov – Novoselcev, Kajgorodov, Soin.
Švédsko: Salo – Tärnström, D. Tjärnqvist, Magnus Johansson, R. Sundin, Rhodin, M. Norström, Gustafsson – M. Tjärnqvist, Forsberg, H. Zetterberg – Axelsson, M. Sundin, N. Andersson – Höglund, J. Jönsson, Nordström – Hannula, Davidsson, Renberg – Mathias Johansson.

 Švýcarsko –  Lotyšsko 	4:2 (1:1, 1:1, 2:0)
3. května 2003 (16:00) – Turku (Elysée Arena)

Branky Švýcarska: 3:11 Fischer, 30:46 Forster, 45:15 Wichser, 49:55 Fischer

Branky Lotyšska: 14:19 Fanduls, 22:07 Fanduls

Rozhodčí: Šindler – Blümel (CZE), Lesnjak (SLO)

Vyloučení: 3:5 (0:1)

Diváků: 5 268
Švýcarsko: Bührer – Keller, Streit, Steinegger, Blindenbacher, Seger, Forster, L. Gerber – Bezina, Cereda, Fischer – Jeannin, Aeschlimann, Paterlini – P. Bärtschi, Plüss, Della Rossa – Christen, Conne, Wichser – Wirz.
Lotyšsko: Naumovs – Skraštins, Redlihs, Rekis, Tribuncovs, Lavinš, Sorokins, Feldmanis – Macijevskis, Cipruss, Niživijs – Semjonovs, Čubars, Tambijevs – Romanovskis, Fanduls, Pantělejevs – Širokovs, Sprukts, Kercs.

 Švédsko –  Dánsko 		7:1 (2:1, 1:0, 4:0)
3. května 2003 (20:05) – Turku (Elysée Arena)

Branky Švédska: 8:28 Per-Johan Axelsson, 15:08 Peter Forsberg, 28:35 Per-Johan Axelsson, 41:42 Niklas Andersson, 43:17 Mikael Renberg, 47:54 Henrik Zetterberg, 59:13 Mats Sundin

Branky Dánska: 10:01 Akesson

Rozhodčí: Schimm (GER) – Goculja (BLR), Kautto (FIN)

Vyloučení: 5:6 (1:0)

Diváků: 5 061
Švédsko: Tellqvist – Tärnström, D. Tjärnqvist, Rhodin, M. Norström, Magnus Johansson, R. Sundin, Kronwall, P. Gustafsson – M. Tjärnqvist, Forsberg, H. Zetterberg – Höglund, J. Jönsson, Nordström – Axelsson, M. Sundin, N. Andersson – Hannula, Davidsson, Renberg.
Dánsko: P. Hirsch – D. Nielsen, Damgaard, Duus, Akesson, D. Jensen, Johnsen, Andreasen – J. Nielsen, Green, Staal – M. True, Degn, Monberg – Larsen, F. Nielsen, S. True – Nordby-Andersen, Grey, Molgaard – Dresler.

 Lotyšsko –  Rusko	2:1 (0:0, 0:0, 2:1)
4. května 2003 (16:00) – Turku (Elysée Arena)

Branky Lotyšska: 40:15 Tambijevs, 51:31 Romanovskis

Branky Ruska: 40:48 Alexandr Frolov

Rozhodčí: Schmimm (GER) – Lesnjak (SLO), Semjonov (EST)

Vyloučení: 3:5

Diváků: 4 598
Lotyšsko: Irbe – Rekis, Tribuncovs, Skrastinš, Redlihs, Lavinš, Sorokins, Feldmanis – Tambijevs, Semjonovs, Kerčs – Macijevskis, Cipruss, Niživijs – Romanovskis, Fanduls, Pantelejevs – Ankipans, Sprukts, Širokovs – Čubars.
Rusko: Podomackij – Chavanov, Kalinin, Gusev, Turkovskij, Jerofejev, Proškin, Guskov, Vyšedkevič – Grigorenko, Dacjuk, Kovalčuk – Saprykin, Archipov, Frolov – Antipov, Zinovjev, Suglobov – Novoselcev, Kaigorodov, Soin.

 Kanada –  Švýcarsko 	2:0 (0:0, 1:0, 1:0)
4. května 2003 (20:00) – Turku (Elysée Arena)

Branky Kanady: 32:16 Anson Carter, 46:29 Shawn Horcoff

Branky Švýcarska: nikdo

Rozhodčí: Favorin (FIN) – Blümel (CZE), Goculja (BLR)

Vyloučení: 6:6 (1:0)

Diváků: 4 634
Kanada: Luongo – Staios, Brewer, Rivet, Bouwmeester, Heward, Cross, Dandenault – Smyth, Comrie, Carter – Horcoff, Reinprecht, Maltby – Marleau, Briere, Heatley – Calder, Draper, Doan – Kolanos.
Švýcarsko: Bührer – Streit, Keller, Steinegger, Blindenbacher, L. Gerber, Fischer, Seger, Forster – Jenni, Cereda, Della Rossa – Aeschlimann, Jeannin, Wichser – Bezina, Plüss, Fischer – Wirz, Conne, Paterlini.

 Rusko –  Kanada 	2:5 (1:1, 0:2, 1:2)
5. května 2003 (20:00) – Turku (Elysée Arena)

Branky Ruska: 4:46 Alexandr Frolov, 58:01 Denis Archipov

Branky Kanady: 7:56 Shane Doan, 27:58 Kirk Maltby, 35:56 Daniel Brière, 40:34 Kirk Maltby, 52:51 Shane Doan

Rozhodčí: Looker (USA) – Kautto (FIN), Blümel (CZE)

Vyloučení: 9:8 (1:2, 0:1)

Diváků: 5 464
Rusko: Podomackij – Chavanov, Kalinin, Gusev, Turkovskij, Jerofejev, Proškin, Guskov, Vyšedkevič – Grigorenko, Dacjuk, Kovalčuk – Saprykin, Archipov, Frolov – Antipov, Zinovjev, Suglobov – Novoselcev, Soin, Semin.
Kanada: Burke – Staios, Brewer, Bouwmeester, Heward, Cross, Dandenault, Rivet – Maltby, Draper, Doan – Briere, Marleau, Carter – Smyth, Comrie, Heatley – Horcoff, Kolanos, Calder – Reinprecht.

 Dánsko –  Lotyšsko 	2:4 (0:0, 2:2, 0:2)
6. května 2003 (16:00) – Turku (Elysée Arena)

Branky Dánska: 25:50 Grey, 26:55 Degn

Branky Lotyšska: 24:03 Kerčs, 33:45 Širokovs, 40:50 Pantelejevs, 51:06 Kerčs

Rozhodčí: Favorin (FIN) – Lesnjak (SLO), Semjonov (EST)

Vyloučení: 8:8 + Nordby-Andersen na 10 min.

Diváků: 5 426
Dánsko: P. Hirsch – D. Nielsen, Damgaard, Duus, Akesson, D. Jensen, Andreasen, Johnsen – M. True, Green, Monberg – Larsen, Degn, S. True – Grey, F. Nielsen, Molgaard – Dresler, Nordby-Andersen.
Lotyšsko: Irbe – Rekis, Tribuncovs, Lavinš, Sorokins, Skrastinš, Redlihs, Feldmanis – Tambijevs, Semjonovs, Kerčs – Romanovskis, Fanduls, Pantelejevs – Macijevskis, Cipruss, Niživijs – Ankipans, Čubars, Širokovs – Sprukts.

 Švýcarsko –  Švédsko 	2:5 (2:1, 0:1, 0:3)
6. května 2003 (20:05) – Turku (Elysée Arena)

Branky Švýcarska: 12:38 Plüss, 14:21 Plüss

Branky Švédska: 8:21 Mats Sundin, 24:18 Dick Tärnström, 43:27 Mikka Hanula, 47:16 Jörgen Jönsson, 50:01 Peter Nordström

Rozhodčí: Šindler (CZE) – Kautto (FIN), Goculja (BLR)

Vyloučení: 6:6 (1:1) + Axelsson na 10 min.

Diváků: 5 703
Švýcarsko: Weibel – L. Gerber, Bezina, Steinegger, Blindenbacher, Streit, Keller, Seger, Forster – Jeannin, Aeschlimann, Paterlini – Wirz, Cereda, P. Fischer – Bärtschi, Plüss, Della Rossa – Christen, Conne, Wichser.
Švédsko: Tellqvist – Kronwall, Tärnström, Rhodin, M. Norström, Magnus Johansson, R. Sundin, P. Gustafsson – M. Tjärnqvist, Forsberg, H. Zetterberg – Höglund, J. Jönsson, Nordström – Renberg, M. Sundin, Axelsson – Hannula, Davidsson, N. Andersson – Mathias Johansson.

### Play off
|  | Čtvrtfinále | Čtvrtfinále |         |       | Semifinále  | Semifinále  |  |  | Finále | Finále |
|  |             |             |         |       |             |             |  |  |        |        |
|  |             |             |         |       |             |             |  |  |        |        |
|  |             |             |         |       |             |             |  |  |        |        |
|  | Kanada      | 3           |         |       |             |             |  |  |        |        |
|  | Kanada      | 3           |         |       |             |             |  |  |        |        |
|  | Německo     | 2           |         |       |             |             |  |  |        |        |
|  | Německo     | 2           | Kanada  | 8     |             |             |  |  |        |        |
|  |             |             | Kanada  | 8     |             |             |  |  |        |        |
|  |             | Česko       | 4       |       |             |             |  |  |        |        |
|  | Česko       | Česko       | 4       | 3     |             |             |  |  |        |        |
|  | Česko       |             |         | 3     |             |             |  |  |        |        |
|  | Rusko       | 0           |         |       |             |             |  |  |        |        |
|  | Rusko       | 0           | Kanada  | 3     |             |             |  |  |        |        |
|  |             |             | Kanada  | 3     |             |             |  |  |        |        |
|  |             | Švédsko     | 2       |       |             |             |  |  |        |        |
|  | Slovensko   | Švédsko     | 2       | 3     |             |             |  |  |        |        |
|  | Slovensko   |             |         | 3     |             |             |  |  |        |        |
|  | Švýcarsko   | 1           |         |       |             |             |  |  |        |        |
|  | Švýcarsko   | 1           | Švédsko | 4     | Třetí místo | Třetí místo |  |  |        |        |
|  |             |             | Švédsko | 4     | Třetí místo | Třetí místo |  |  |        |        |
|  |             | Slovensko   | 1       |       |             |             |  |  |        |        |
|  | Švédsko     | Slovensko   | 1       | 6     | Slovensko   | 4           |  |  |        |        |
|  | Švédsko     |             |         | 6     | Slovensko   | 4           |  |  |        |        |
|  | Finsko      | 5           |         | Česko | 2           |             |  |  |        |        |
|  | Finsko      | 5           |         |       | 2           |             |  |  |        |        |
|  |             |             |         |       |             |             |  |  |        |        |
|  |             |             |         |       |             |             |  |  |        |        |

### Čtvrtfinále
Kanada –  Německo	3:2pp (1:0, 1:0, 0:2 – 1:0)
7. května 2003 (16:00) – Turku (Elysée Arena)

Branky Kanady: 3:04 Ryan Smyth, 32:43 Daniel Brière, 60:37 Eric Brewer

Branky Německa: 44:31 Kopitz, 54:00 Kreutzer

Rozhodčí: Šindler (CZE) – Hämäläinen (FIN), Makarov (RUS)

Vyloučení: 8:6 (2:0)

Diváků: 5 953.
Kanada: Burke – Brewer, Staios, Bouwmeester, Cross, Heward, Rivet, Dandenault – Heatley, Briere, Marleau – Horcoff, Reinprecht, Calder – Smyth, Comrie, Carter – Maltby, Draper, Doan – Kolanos.
Německo: Müller – Ehrhoff, Kunce, Benda, S. Retzer, Renz, S. Goc – T. Martinec, M. Reichel, M. Goc – Kathan, Soccio, Morczinietz – Kopitz, Abstreiter, Kreutzer – Lewandowski, Boos, Hommel.

 Slovensko –  Švýcarsko 	3:1 (0:1, 2:0, 1:0)
7. května 2003 (17:00) – Helsinky (Hartwall Arena)

Branky Slovenska: 27:36 Richard Kapuš, 39:13 Miroslav Šatan, 41:03 Miroslav Šatan

Branky Švýcarska: 14:28 Plüss

Rozhodčí: Matsuoka (CAN) – Redding (USA), Karlsson (SWE)

Vyloučení: 7:4 (1:1, 1:0)

Diváků: 12 723
Slovensko: Lašák – Višňovský, Štrbák, Švehla, Suchý, Lintner, Majeský, Čierny, Milo – Pálffy, Stümpel, Zedník – Šatan, Demitra, Bondra – Országh, M. Hlinka, Nagy – Radivojevič, Kapuš, Vaic.
Švýcarsko: Bührer – Seger, Forster, Streit, Keller, L. Gerber, Bezina, Steinegger, Blindenbacher, – Jeannin, Aeschlimann, Paterlini – Wirz, Cereda, P. Fischer – Wichser, Conne, Christen – Bärtschi, Plüss, Della Rossa.

 Česko –  Rusko	3:0 (1:0, 2:0, 0:0)
7. května 2003 (20:00) – Turku (Elysée Arena)

Branky Česka: 16:26 Jan Hlaváč , 29:01 Milan Hejduk, 36:28 Jaroslav Hlinka

Branky Ruska: nikdo

Rozhodčí: T. Andersson (SWE) – Kautto (FIN), Popovič (SVK)

Vyloučení: 3:4 (2:0, 1:0)

Diváků: 6 401
Česko: Tomáš Vokoun – Petr Kadlec, Jan Hejda, Jaroslav Modrý, Tomáš Kaberle, Pavel Kolařík, Jaroslav Špaček – Milan Hejduk, Martin Straka, Jan Hlaváč – Radim Vrbata, Robert Reichel, David Výborný – Radek Duda, Josef Vašíček, Michal Sup – Jaroslav Hlinka, Jiří Hudler, Jindřich Kotrla.
Rusko: Maxim Sokolov (37. Jegor Podomackij) – Alexander Chavanov, Dmitrij Kalinin, Sergej Gusev, Vasilij Turkovskij, Dmitrij Jerofejev, Vitalij Proškin, Alexander Guskov, Sergej Vyšedkevič – Igor Grigorenko, Pavel Dacjuk, Ilja Kovalčuk – Oleg Saprykin, Denis Archipov, Alexandr Frolov – Vladimir Antipov, Sergej Zinovjev, Alexander Soglubov – Ivan Novoselcev, Sergej Soin, Alexandr Sjomin.

 Švédsko –  Finsko 6:5 (1:3, 3:2, 2:0)
7. května 2003 (21:00) – Helsinky (Hartwall Arena)

Branky Švédska: 4:45 Mats Sundin, 28:04 Jörgen Jönsson, 29:27 Peter Forsberg, 37:20 Jonas Höglund, 48:22 Peter Forsberg, 55:06 Per-Johan Axelsson

Branky Finska: 7:31 Teemu Selänne, 9:13 Teemu Selänne, 18:35 Tomi Kallio, 25:26 Kimmo Rintanen, 26:44 Teemu Selänne

Rozhodčí: Looker (USA) – Laschowski (CAN), Blümel (CZE)

Vyloučení: 8:4 (2:3) + Mikko Eloranta na 10 min.

Diváků: 13 441
Švédsko: Salo (27. Tellqvist) – Tärnström, D. Tjärnqvist, Rhodin, M. Norström, Magnus Johansson, R. Sundin, Kronwall – M. Tjärnqvist, Forsberg, H. Zetterberg – Höglund, J. Jönsson, Nordström – Renberg, M. Sundin, Axelsson – Hannula, Davidsson, N. Andersson – Mathias Johansson.
Finsko: Hurme (41. Nurminen) – Timonen, Niinimaa, Nummelin, Berg, Lydman, Väänänen, Helenius – Selänne, Koivu, Peltonen – Kallio, Jokinen, Rintanen – Eloranta, Ylönen, Hagman – Virta, Santala, Miettinen – Pirjetä.

### Semifinále
Česko –  Kanada 	4:8 (0:1, 2:2, 2:5)
9. května 2003 (17:00) – Helsinky (Hartwall Arena)

Branky Česka: 34:30 Robert Reichel, 39:32 Robert Reichel, 42:04 Milan Hejduk, 57:08 Radek Duda

Branky Kanady: 10:34 Shane Doan, 23:57 Dany Heatley, 29:39 Jay Bouwmeester, 43:20 Kyle Calder, 48:41 Dany Heatley, 52:53 Shawn Horcoff, 57:45 Mathieu Dandenault, 58:25 Dany Heatley

Rozhodčí: T. Andersson – Karlsson (SWE), Redding (USA)

Vyloučení: 4:7 (1:1)

Diváků: 12 924
Česko: Tomáš Vokoun (30. Roman Málek) – Petr Kadlec, Jan Hejda, Jaroslav Modrý, Tomáš Kaberle, Pavel Kolařík, Jaroslav Špaček – Milan Hejduk, Martin Straka, Jan Hlaváč – Jaroslav Hlinka, Robert Reichel, David Výborný – Radek Duda, Josef Vašíček, Michal Sup – Radim Vrbata, Jiří Hudler, Jindřich Kotrla – od 21. min Jaroslav Balaštík.
Kanada: Sean Burke (29. Roberto Luongo) – Steve Staios, Eric Brewer, Mathieu Dandenault, Cory Cross, Craig Rivet, Jay Bouwmeester, Jamie Heward – Shane Doan, Kris Draper, Kirk Maltby – Dany Heatley, Steven Reinprecht, Daniel Brière – Anson Carter, Mike Comrie, Ryan Smyth – Kyle Calder, Patrick Marleau, Shawn Horcoff, Kris Kolanos.

 Slovensko –  Švédsko 	1:4 (0:1, 1:1, 0:2)
9. května 2003 (21:00) – Helsinky (Hartwall Arena)

Branky Slovenska: 37:39 Peter Bondra

Branky Švédska: 18:40 Mikka Hanula, 38:30 Mats Sundin, 41:53 Mats Sundin, 59:23 Henrik Zetterberg

Rozhodčí: Looker (USA) – Hämäläinen (FIN), Laschowski (CAN)

Vyloučení: 5:6 (1:0)

Diváků: 13 117
Slovensko: Lašák – L. Višňovský, Štrbák, Švehla, Suchý, Lintner, Milo, Čierny, Majeský – Pálffy, Stümpel, Bondra – Šatan, Demitra, Zedník – Országh, M. Hlinka, Nagy – Radivojevič, Kapuš, Sejna.
Švédsko: Tellqvist – Tärnström, D. Tjärnqvist, Rhodin, M. Norström, Magnus Johansson, R. Sundin, Kronwall, Mathias Johansson – M. Tjärnqvist, Forsberg, H. Zetterberg – Höglund, J. Jönsson, Nordström – Renberg, M. Sundin, Axelsson – Hannula Davidsson, N. Andersson.

### Finále
Kanada –  Švédsko 	3:2pp (1:2, 0:0, 1:0 – 1:0)
11. května 2003 (17:00) – Helsinky (Hartwall Arena)

Branky Kanady: 19:17 Shawn Horcoff, 49:03 Shane Doan, 73:49 Anson Carter

Branky Švédska: 10:17 Mattias Tjärnqvist, 18:39 Per-Johan Axelsson

Rozhodčí: Šindler – Blümel (CZE), Hämäläinen (FIN)

Vyloučení: 5:7

Diváků: 13 383
Kanada: Luongo – Staios, Brewer, Dandenault, Cross, Rivet, Bouwmeester, Heward – Doan, Draper, Maltby – Heatley, Reinprecht, Briere – Carter, Comrie, R. Smyth – Calder, Marleau, Horcoff – Kolanos.
Švédsko: M. Tellqvist – Tärnström, D. Tjärnqvist, Rhodin, M. Norström, Magnus Johansson, R. Sundin – M. Tjärnqvist, Forsberg, Zetterberg – Höglund, J. Jönsson,Nordström – Renberg, M. Sundin, Axelsson – Hannula, Davidsson, N. Andersson.

### O 3. místo
Česko –  Slovensko	2:4 (1:2, 1:1, 0:1)
10. května 2003 (17:00) – Helsinky (Hartwall Arena)

Branky Česka: 15:31 Jan Hlaváč , 20:37 Robert Reichel

Branky Slovenska: 13:18 Miroslav Šatan, 19:03 Jozef Stümpel, 25:20 Peter Bondra, 57:31 Pavol Demitra

Rozhodčí: Matsuoka (CAN) – Redding (USA), Karlsson (SWE)

Vyloučení: 4:4 (2:2)

Diváků: 13 324
Česko: Tomáš Vokoun – Petr Kadlec, Jan Hejda, Tomáš Kaberle, Jaroslav Modrý, Pavel Kolařík, Jaroslav Špaček – Milan Hejduk, Martin Straka, Jan Hlaváč – Jaroslav Balaštík, Josef Vašíček, Jindřich Kotrla – Jaroslav Hlinka, Robert Reichel, David Výborný – Milan Michálek, Jiří Hudler, Michal Sup – od 44. min. Radim Vrbata.
Slovensko: Ján Lašák – Róbert Švehla, Radoslav Suchý, Ľubomír Višňovský, Martin Štrbák, Richard Lintner, Dušan Milo, Ivan Majeský, Ladislav Čierny – Miroslav Šatan, Pavol Demitra, Peter Bondra – Žigmund Pálffy, Jozef Stümpel, Richard Zedník – Vladimír Országh, Miroslav Hlinka, Ladislav Nagy – Branko Radivojevič, Richard Kapuš, Peter Sejna.

### O udržení
|     |           | USA | BLR | SLO | JPN | V | R | P | Skóre | B |
| 13. | USA       | *** | 4:2 | 7:2 | 8:1 | 3 | 0 | 0 | 19:5  | 6 |
| 14. | Bělorusko | 2:4 | *** | 4:3 | 3:1 | 2 | 0 | 1 | 9:8   | 4 |
| 15. | Slovinsko | 2:7 | 3:4 | *** | 3:3 | 0 | 1 | 2 | 8:14  | 1 |
| 16. | Japonsko  | 1:8 | 1:3 | 3:3 | *** | 0 | 1 | 2 | 5:14  | 1 |

 USA –  Slovinsko	7:2 (3:2, 3:0, 1:0)
2. května 2003 (15:00) – Tampere (Tampereen jäähalli)

Branky USA: 0:42 Matt Cullen, 15:22 Adam Hall, 16:59 Brett Hauer, 21:46 John Pohl, 22:59 Phil Housley, 34:05 Kelly Fairchild, 44:49 Ted Drury

Branky Slovinska: 7:02 Razingar, 18:07 Razingar

Rozhodčí: Zacharov (RUS) – Coenen (NED), Meszynski (POL)

Vyloučení: 6:8 (2:1)

Diváků: 2 348
Slovinsko: Kristan – Krajnc, Ciglenečki, Beslagič, Rebolj, Dervarič, Brodnik, Zajc – Rožič, Vnuk, Polončič – Razingar, Pretnar, Rodman – Terglav, Jan, Kontrec – Terlikar, Goličič, Por.
USA: Ryan Miller – Fahey, Gruden, Hauer, Bouillon, Corvo, Leopold, Housley, Mottau – Kevin Miller, Cullen, Ted Drury – Pohl, Reasoner, Dimitrakos – Peter Ferraro, Chris Ferraro, Fairchild – Craig Johnson, Hall, Brad Defauw.

 Bělorusko –  Japonsko	3:1 (2:1, 0:0, 1:0)
2. května 2003 (19:00) – Tampere (Tampereen jäähalli)

Branky Běloruska: 10:09 Kaljužnyj, 17:56 V. Cyplakov, 51:43 Rasolko

Branky Japonska: 17:04 Kawašima

Rozhodčí: Andersson (SWE) – Hämäläinen (FIN), Popovič (SVK)

Vyloučení: 8:7 (0:1)

Diváků: 2 473
Bělorusko: Šabanov – Jerkovič, Chmyl, Žurik, Kopat, Makrickij, Rjadinskij, Staš, Alexejev – D. Pankov, Kaljužnyj, V. Cyplakov – Strachov, Bekbulatov, Savilov – Jesaulov, Zadělenov, Čupric – Kovaljov, Rasolko.
Japonsko: Nihei – Oširo, K. Ito, Daikawa, Kawašima, Sugawara, Kawaguči, Jamazaki – M. Ito, Kabajama, Yule – Kon, Tecuja Saitó, Suzuki – Kuwabara, Sakurai, Kobajaši – Takeši Saitó, Obara, Učijama – Masuko.

 Japonsko –  Slovinsko	3:3 (2:0, 0:1, 1:2)
3. května 2003 (15:00) – Tampere (Tampereen jäähalli)

Branky Japonska: 6:12 Kuwabara, 12:22 M. Ito, 46:42 M. Ito

Branky Slovinska: 37:06 Vnuk, 48:29 Vnuk, 49:23 Jan

Rozhodčí: Jonák (SVK) – Brodnicki (GER), Meszynski (POL)

Vyloučení: 6:4 (1:2)

Diváků: 3 058
Japonsko: Nihei – Oširo, K. Ito, Daikawa, Kawašima, Jamazaki, Kawaguči, Sugawara – M. Ito, Kabajama, Yule – Kon, Tecuja Saitó, Suzuki – Kuwabara, Sakurai, Kobajaši – Takeši Saitó, Sasaki, Učijama – Masuko.
Slovinsko: Glavič – Krajnc, Zajc, Beslagič, Rebolj, Dervarič, Brodnik – Rožič, Vnuk, Polončič – Razingar, Pretnar, Rodman – Terglav, Jan, Kontrec – Terlikar, Goličič, Por – Žagar, Avguštinčič.

 USA –  Bělorusko	4:2 (2:2, 2:0, 0:0)
3. května 2003 (19:00) – Tampere (Tampereen jäähalli)

Branky USA: 5:43 Ted Drury, 19:36 John Pohl, 29:35 Jordan Leopold, 39:17 Adam Hall

Branky Běloruska: 8:47 V. Cyplakov, 10:09 Strachov

Rozhodčí: Kurmann (SUI) – Coenen (NED), Popovič (SVK)

Vyloučení: 2:7 (3:1)

Diváků: 3 088
USA: Ryan Miller – Fahey, Gruden, Corvo, Leopold, Housley, Mottau, Hauer, Bouillon – Kevin Miller, Cullen, T. Drury – Peter Ferraro, Chris Ferraro, Fairchild – Craig Johnson, Hall, Brad Defauw – Pohl, Reasoner, Dimitrakos.
Bělorusko: Šabanov – Jerkovič, Chmyl, Žurik, Kopat, Rjadinskij, Makrickij, Staš, Alexejev – D. Pankov, Kaljužnyj, V. Cyplakov – Strachov, Bekbulatov, Zavilov – Jesaulov, Zadělenov, Karaha – Kovaljov, Rasolko, Kascicyn.

 Slovinsko –  Bělorusko	3:4 (1:2, 1:2, 1:0)
5. května 2003 (15:00) – Tampere (Tampereen jäähalli)

Branky Slovinska: 6:42 Vnuk, 33:06 Jan, 57:51 Razingar

Branky Běloruska: 10:15 Kascicyn, 17:15 V. Cyplakov, 24:43 Makrickij, 36:16. Zadělenov

Rozhodčí: Matsuoka (CAN) – Coenen (NED), Hämäläinen (FIN)

Vyloučení: 8:12 (1:2, 0:1) + Brodnik – Žurik (BLR) 10 min.

Diváků: 2 351
Slovinsko: Glavič – Krajnc, Ciglenečki, Beslagič, Rebolj, Dervarič, Brodnik, Zajc – Razingar, Vnuk, Rodman – Žagar, Pretnar, Polončič – Terglav, Jan, Kontrec – Terlikar, Avguštinčič, Por – Goličič.
Bělorusko: Mezin – Jerkovič, Chmyl, Žurik, Staš, Makrickij, Rjadinskij – V. Cyplakov, Kaljužnyj, D. Pankov – Strachov, Bekbulatov, Zavilov – Čupric, Kascicyn, Zadělenov – Jesaulov, Aleksejev, Kovaljov – Karaha.

 Japonsko –  USA 	1:8 (0:1, 1:3, 0:4)
5. května 2003 (19:00) – Tampere (Tampereen jäähalli)

Branky Japonska: 26:48 Tecuja Saitó

Branky USA: 3:13 Peter Ferraro, 23:04 Craig Johnson, 33:23 Kelly Fairchild, 36:06 Kelly Fairchild, 46:39 Brad Defauw, 48:25 Marty Reasoner, 50:33 Kelly Fairchild, 52:04 Craig Johnson

Rozhodčí: Zacharov (RUS) – Brodnicki (GER), Popovič (SVK)

Vyloučení: 8:4 (0:2)

Diváků: 3 092
Japonsko: Nihei (53. Haruna) – Oširo, K. Ito, Daikawa, Kawašima, Jamazaki, Kawaguči, Sugawara – M. Ito, Kabajama, Yule – Kon, Tecuja Saitó, Suzuki – Kuwabara, Sakurai, Kobajaši – Takeši Saitó, Sasaki, Učijama – Masuko.
USA: Rogles (49. Rhodes) – Fahey, Gruden, Corvo, Leopold, Housley, Mottau, Hauer, Bouillon – Kevin Miller, Cullen, T. Drury – Peter Ferraro, Chris Ferraro, Fairchild – Craig Johnson, Hall, Brad Defauw – Pohl, Reasoner, Dimitrakos.

## Statistiky

### Nejlepší hráči podle direktoriátu IIHF
| Brankář              | Sean Burke      |
| Obránce              | Jay Bouwmeester |
| Útočník              | Mats Sundin     |
| Nejužitečnější hráč: | Mats Sundin     |

### All Stars
| Brankář         | Sean Burke        |
| Levý obránce    | Ľubomír Višňovský |
| Pravý obránce   | Jay Bouwmeester   |
| Levé křídlo     | Mats Sundin       |
| Střední útočník | Peter Forsberg    |
| Pravé křídlo    | Dany Heatley      |

### Kanadské bodování
| Poř. | Kanadské bodování | Branky | Přihrávky | Body |
| ---- | ----------------- | ------ | --------- | ---- |
| 1.   | Žigmund Pálffy    | 7      | 8         | 15   |
| 2.   | Jozef Stümpel     | 4      | 11        | 15   |
| 3.   | Ľubomír Višňovský | 4      | 8         | 12   |
| 4.   | Teemu Selänne     | 8      | 3         | 11   |
| 5.   | Saku Koivu        | 1      | 10        | 11   |
| 6.   | Dany Heatley      | 7      | 3         | 10   |
| 7.   | Mats Sundin       | 6      | 4         | 10   |
| 7.   | Miroslav Šatan    | 6      | 4         | 10   |
| 7.   | Martin Straka     | 6      | 4         | 10   |
| 10.  | Kimmo Rintanen    | 5      | 4         | 9    |

### Brankáři
| Poř. | Brankář          | M   | GI | GAA  | SO | Sv%  |
| ---- | ---------------- | --- | -- | ---- | -- | ---- |
| 1.   | Sean Burke       | 328 | 7  | 1.28 | 1  | .955 |
| 2.   | Oliver Jonas     | 180 | 4  | 1.33 | 0  | .960 |
| 3.   | Mikael Tellqvist | 393 | 9  | 1.37 | 0  | .940 |
| 4.   | Marco Buhrer     | 297 | 9  | 1.82 | 1  | .934 |
| 5.   | Ján Lašák        | 359 | 11 | 1.84 | 0  | .935 |

- Pořadí je sestaveno podle průměru obdržených gólů na zápas.
- M – odehrané minuty
- GI – počet obdržených gólů
- GAA – průměr obdržených gólů na zápas
- SO – počet vychytaných nul
- Sv% – úspěšnost zákroků

### Konečné pořadí
| 67. | Mistrovství světa | Z | V | R | P | Skóre | B  |
| --- | ----------------- | - | - | - | - | ----- | -- |
| 1.  | Kanada            | 9 | 8 | 1 | 0 | 35:14 | 17 |
| 2.  | Švédsko           | 9 | 7 | 0 | 2 | 34:19 | 14 |
| 3.  | Slovensko         | 9 | 7 | 1 | 1 | 45:17 | 15 |
| 4.  | Česko             | 9 | 6 | 1 | 2 | 36:21 | 13 |
| 5.  | Finsko            | 7 | 3 | 1 | 3 | 35:16 | 7  |
| 6.  | Rusko             | 7 | 3 | 0 | 4 | 19:19 | 6  |
| 7.  | Německo           | 7 | 3 | 1 | 3 | 18:18 | 7  |
| 8.  | Švýcarsko         | 7 | 3 | 0 | 4 | 16:19 | 6  |
| 9.  | Lotyšsko          | 6 | 3 | 0 | 3 | 14:16 | 6  |
| 10. | Rakousko          | 6 | 2 | 0 | 4 | 15:29 | 4  |
| 11. | Dánsko            | 6 | 1 | 1 | 4 | 13:27 | 3  |
| 12. | Ukrajina          | 6 | 1 | 0 | 5 | 13:32 | 2  |
| 13. | USA               | 6 | 3 | 0 | 3 | 23:14 | 6  |
| 14. | Bělorusko         | 6 | 2 | 0 | 4 | 10:17 | 4  |
| 15. | Slovinsko         | 6 | 0 | 1 | 5 | 12:37 | 1  |
| 16. | Japonsko          | 6 | 0 | 1 | 5 | 11:34 | 1  |